# Iftimie Bârleanu

Iftimie Bârleanu

Statuia ecvestră a lui Ștefan cel Mare din Suceava

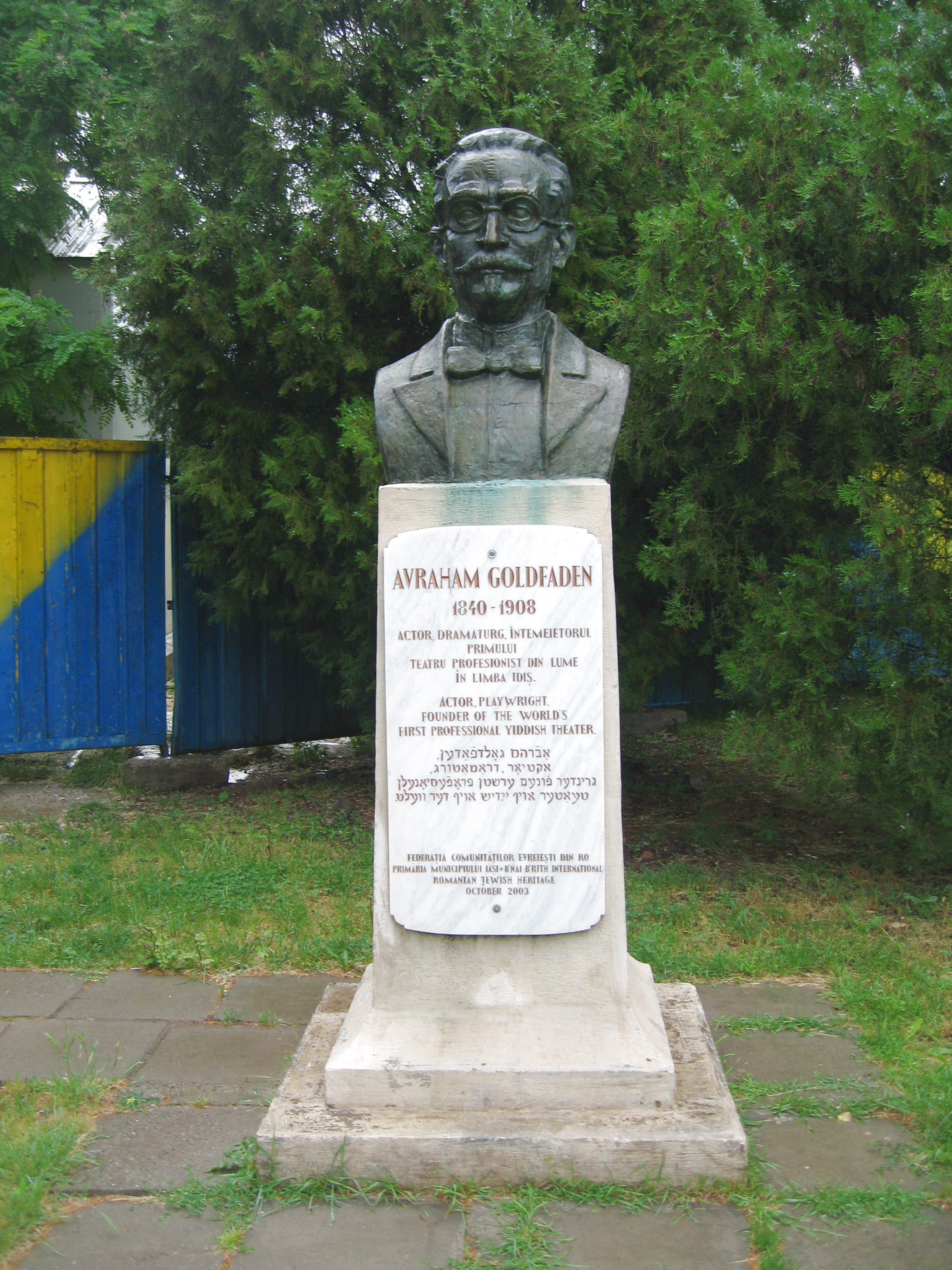
Bustul lui Avraham Goldfaden din Iaşi

Iftimie Bârleanu (n. 6 octombrie 1916, Măzănăești, Austro-Ungaria – d. 19 ianuarie 1986, Iași, România) a fost un sculptor român, autorul mai multor monumente care impresionează prin forță și expresivitate artistică.

## Biografie
Iftimie Bârleanu s-a născut la data de 6 octombrie 1916, în satul Măzănăești din județul Suceava. După ce a absolvit școala primară din satul natal, a urmat cursurile Școlii de arte și meserii din Câmpulung Moldovenesc între anii 1929-1934, la secția sculptură în lemn, sub îndrumarea sculptorului Ion Pâșlea (1869-1952). A urmat apoi cursurile Academiei de Arte Frumoase din Iași, cu sculptorul Ion Irimescu, ale cărei cursuri le-a absolvit în anul 1945. 
După absolvirea Academiei în 1945, a lucrat ca șef de lucrări și profesor la Institutul de Arte Plastice din Iași, îndeplinind și alte diferite funcții. A fost membru al Uniunii Artiștilor Plastici, președinte al UAP Filiala Iași și vicepreședinte al Uniunii Artiștilor Plastici din R.S.R. Începând cu anul 1945, a participat la numeroase expoziții de sculptură atât în țară, cât și în străinătate. El a călătorit în străinătate pentru perfecționarea măiestriei artistice, lucrând intens și participând la expoziții cu operele sale. A primit Premiul I pentru artă monumentală al UAP și Premiul „Ion Andreescu” al Academiei Române (1981).
Iftimie Bârleanu a trecut la cele veșnice la data de 19 ianuarie 1986, la Iași.

## Distincții
- titlul de Artist Emerit al Republicii Populare Romîne (18 august 1964) „pentru merite deosebite în activitatea desfășurată în domeniul teatrului, muzicii, artelor plastice și cinematografiei”[2]
- Ordinul „Meritul Cultural” clasa a IV-a (1968) „pentru activitate deosebită în domeniul artelor plastice”[3]
- Ordinul „Meritul Cultural” clasa a II-a (29 aprilie 1983) „pentru contribuția adusă la înfăptuirea politicii partidului și statului de făurire a societății socialiste multilateral dezvoltate în patria noastră și rezultatele deosebite obținute în întrecerea socialistă pentru îndeplinirea și depășirea planului național unic de dezvoltare economico-socială pe anul 1982”[4]

## Lucrări realizate
A lucrat în lemn, piatră și bronz subiecte inspirate din folclorul românesc, chipuri de țărani bucovineni și portrete ale unor personalități ca Ion Creangă, Garabet Ibrăileanu, Mihail Sadoveanu, Nicolae Iorga ș.a. Iftimie Bârleanu este autorul mai multor monumente care impresionează prin forță și expresivitate artistică, dintre acestea menționând: 
- Statuia ecvestră a lui Ștefan cel Mare (Suceava, 1977) - statuie din bronz turnat cu o înălțime de 23 metri (inclusiv soclul), aflată în apropierea Cetății de Scaun a Sucevei;
- Statuia lui Ioan Vodă cel Viteaz (Iași), din cadrul Grupului Statuar al Voievozilor;
- Ion Creangă (Iași, 1968) - bust de granit aflat în curtea Bojdeucii lui Ion Creangă din Iași;
- Dosoftei (Iași, 1975) - statuie din bronz aflată în fața Casei Dosoftei din Iași;
- Avraham Goldfaden (Iași, 1975) - bust din bronz, amplasat în partea dreaptă a Teatrului Național din Iași;
- Ștefan cel Mare (Vaslui, 1975) - statuie din bronz turnat cu o înălțime de 6.90 metri, plus soclul care are 8 metri;
- Dimitrie Cantemir (Huși);
- Ion Neculce (Prigoreni);
- Nicolae Iorga (Botoșani);
- Elegie (Liveni) etc.